# Алжиро-бразильские отношения
Алжиро-бразильские отношения — двусторонние дипломатические отношения между Алжиром и Бразилией. Государства являются членами «Группы 15», «Группы 24», «Группы 77» и Организации Объединённых Наций. Бразилия является членом БРИКС, в то время как Алжир является страной-партнëром. 

## История

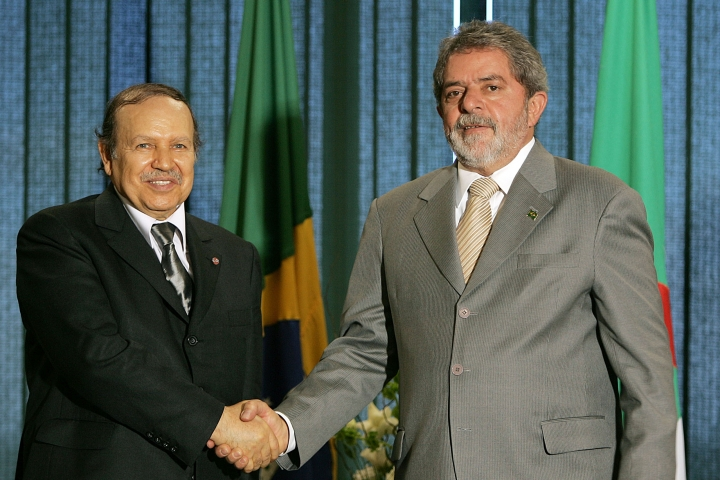
Президент Алжира Абдель Азиз Бутефлика и президент Бразилии Луис Инасиу Лула да Силва в Бразилиа в 2005 году.

Бразилия установила дипломатические отношения с Алжиром после обретения им независимости от Франции в 1962 году. Бразилия открыла посольство в Алжире в 1963 году. Во время военной диктатуры в Бразилии (1964—1985) несколько бразильцев попросили политического убежища в Алжире. После падения военной диктатуры большинство бразильцев вернулись в свою страну.
В ноябре 1983 года президент Бразилии Хуан Фигейреду посетил Алжир. В 2005 году президент Алжира Абдель Азиз Бутефлика посетил Бразилию, где встретился с президентом Луисом Инасиу Лулой да Силвой. В феврале 2006 года президент Бразилии Лула да Силва совершил официальный визит в Алжир, где провел переговоры с президентом Бутефликой.
Бразилия имеет налаженную связь с Алжиром благодаря работе архитектора Оскара Нимейера, которая была реализована в Университете в Константине и в Университете науки и технологий Хуари Бумедьена. 

## Торговля
В 2019 году объём товарооборота между странами составил сумму 2,3 миллиарда долларов США. Экспорт Алжира в Бразилию: сырая нефть и карбамид. Экспорт Бразилии в Алжир: тростниковый сахар, железо, сырое соевое масло, кукурузу, говядину и кофе.

## Дипломатические представительства
- У Алжира есть посольство в Бразилиа[6].
- У Бразилии есть посольство в Алжире[7].